# Spoorlijn Gelsenkirchen-Buer Nord - aansluiting Lippe
De spoorlijn Gelsenkirchen-Buer Nord - aansluiting Lippe is een Duitse spoorlijn en is als spoorlijn 2252 onder beheer van DB Netze.

## Geschiedenis
Het traject werd door de Deutsche Bahn geopend op 27 september 1968.  

## Treindiensten

### S-Bahn Rhein-Ruhr
Op het traject rijdt de S-Bahn Rhein-Ruhr de volgende routes:
| Serie | Treinsoort            | Route | Bijzonderheden |
| ----- | --------------------- | --- | -------------- |
| S 9   | S-Bahn (DB Regio NRW) | Haltern am See – Marl Mitte – Bottrop Hbf – Essen Hbf – Essen-Kupferdreh – Velbert-Langenberg – Wuppertal-Vohwinkel – Wuppertal Hbf |                |

## Aansluitingen
In de volgende plaatsen is of was er een aansluiting op de volgende spoorlijnen:
Gelsenkirchen-Buer Nord
DB 2250, spoorlijn tussen Oberhausen-Osterfeld Süd en Hamm
aansluiting Lippe
DB 2200, spoorlijn tussen Wanne-Eickel en Hamburg

## Elektrificatie
Het traject werd in 1968 geëlektrificeerd met een wisselspanning van 15.000 volt 16⅔ Hz.